# L'Émission politique
L'Émission politique est une émission de télévision politique française, diffusée sur France 2 du 15 septembre 2016 au 22 mai 2019. Elle est présentée par Léa Salamé, en binôme avec David Pujadas pour la première saison puis avec Thomas Sotto pour la dernière.
Programmée en première partie de soirée, elle remplace l'émission Des paroles et des actes, diffusée de 2011 à 2016, à l'approche de l'élection présidentielle de 2017. À la rentrée 2019, elle est remplacée par Vous avez la parole.

## Historique
Un invité politique est confronté aux questions de David Pujadas et de Léa Salamé (absente en mars 2017 en raison de son congé de maternité) à travers plusieurs rubriques animées par Karim Rissouli, François Lenglet et Charline Vanhoenacker durant la première saison de 2016 à 2017. L'invité participe également à un débat avec un contradicteur.
Pour la deuxième saison, l'émission est présentée uniquement par Léa Salamé à partir du jeudi 28 septembre 2017. Elle voit arriver de nouveaux intervenants journalistes comme Nathalie Saint-Cricq et Jean-Baptiste Marteau ; Karim Rissouli et Charline Vanhoenacker ne sont pas reconduits tandis que François Lenglet s'occupe toujours des questions économiques. L'Émission politique, la suite est proposé en deuxième partie de soirée.
Lors de la saison trois, Thomas Sotto rejoint Léa Salamé à la présentation de l'émission. Le 15 mars 2019, cette dernière annonce sa décision de se retirer de L'Émission politique pour « éviter tout soupçon de conflit d'intérêts » après l'annonce de la candidature de son compagnon Raphaël Glucksmann aux élections européennes en mai 2019. Elle est remplacée par Alexandra Bensaïd.

## Émissions spéciales
Le 10 novembre 2016, alors que Ségolène Royal devait initialement être l'invitée principale de ce numéro, France 2 décide que l'émission soit consacrée à la victoire de Donald Trump à la présidence américaine, survenue deux jours plus tôt, et ses conséquences à l'international. Ségolène Royal reste alors invitée de ce numéro spécial, intitulé Le monde selon Donald Trump, et est rejointe notamment par Florian Philippot,.
Trois jours avant le second tour de l'élection présidentielle française et au lendemain du traditionnel débat de l'entre-deux-tours, le 4 mai 2017, une émission spéciale, sous-titrée Les deux France, propose un débat concernant la situation du pays, de ses habitants et les programmes des deux candidats finalistes, Marine Le Pen et Emmanuel Macron, avec des personnalités de la société civile, économistes, politologues et éditorialistes,.

## Liste des émissions

### Saison 1
| No | Date de diffusion | Invité(e) | Invité(e) | Invité(e) | Invité(e) | Opposants                                                                                             | Opposants                                                                                             | Audiences        | Audiences        | Réf.             |
| No | Date de diffusion | Parti | Parti | Nom | Fonction ou mandat | face-à-face                                                                                           | invité inattendu                                                                                      | Téléspectateurs  | PDM              | Réf.             |
| -- | ----------------- | --- | --- | --- | --- | --- | --- | ---------------- | ---------------- | ---------------- |
| 1  | 15 septembre 2016 | | LR | Nicolas Sarkozy | Ancien président de la République, candidat à la primaire française de la droite et du centre de 2016                                                    | Aucun                                                                                                 | Damien Carême                                                                                         | 2 697 000        | 12,6 %           | [ 13 ]           |
| 2  | 22 septembre 2016 | | PS | Arnaud Montebourg | Ancien ministre de l'Economie, candidat à la primaire citoyenne de 2017                                                                                  | Aucun                                                                                                 | David Lisnard                                                                                         | 1 935 000        | 8,9 %            | [ 14 ]           |
| 3  | 6 octobre 2016    | | LR | Alain Juppé | Ancien Premier ministre, candidat à la primaire française de la droite et du centre de 2016                                                              | Robert Ménard                                                                                         | Jérôme Kerviel                                                                                        | 2 755 000        | 13,2 %           | [ 15 ]           |
| 4  | 20 octobre 2016   | Bruno Le Maire | LR | Ancien ministre de l'Agriculture, candidat à la primaire française de la droite et du centre de 2016                                                     | Samia Ghali | Alexandre Jardin                                                                                      | 1 840 000                                                                                             | 8,4 %            | [ 16 ]           |                  |
| 5  | 27 octobre 2016   | François Fillon | LR | Ancien Premier ministre, candidat à la primaire française de la droite et du centre de 2016                                                              | Noël Mamère | Marc Trévidic                                                                                         | 2 060 000                                                                                             | 9,4 %            | [ 17 ]           |                  |
| 6  | 10 novembre 2016  | Le monde selon Donald Trump (émission spéciale à la suite de l'élection présidentielle américaine de 2016 qui a vu la victoire surprise de Donald Trump) | Le monde selon Donald Trump (émission spéciale à la suite de l'élection présidentielle américaine de 2016 qui a vu la victoire surprise de Donald Trump) | Le monde selon Donald Trump (émission spéciale à la suite de l'élection présidentielle américaine de 2016 qui a vu la victoire surprise de Donald Trump) | Le monde selon Donald Trump (émission spéciale à la suite de l'élection présidentielle américaine de 2016 qui a vu la victoire surprise de Donald Trump) | | | 2 100 000        | 9,1 %            | [ 18 ]           |
| 6  | 10 novembre 2016  | | PS | Ségolène Royal | Ministre de l'Écologie | | | 2 100 000        | 9,1 %            | [ 18 ]           |
| 6  | 10 novembre 2016  | | FN | Florian Philippot | Député européen | | | 2 100 000        | 9,1 %            | [ 18 ]           |
| 7  | 8 décembre 2016   | | PS | Benoît Hamon | Ancien ministre de l'Education, candidat à la primaire citoyenne de 2017                                                                                 | Julien Sanchez                                                                                        | Gilles Kepel                                                                                          | 1 722 000        | 8,0 %            | [ 19 ]           |
| 8  | 5 janvier 2017    | Manuel Valls | PS | Ancien Premier ministre, candidat à la primaire citoyenne de 2017                                                                                        | Thierry Solère | Philippe Martinez                                                                                     | 1 900 000                                                                                             | 8,4 %            | [ 20 ]           |                  |
| 9  | 9 février 2017    | | FN | Marine Le Pen | Députée européenne, candidate à l'élection présidentielle française de 2017                                                                              | Najat Vallaud-Belkacem                                                                                | Patrick Buisson                                                                                       | 3 480 000        | 16,7 %           | [ 21 ]           |
| 10 | 23 février 2017   | | FI | Jean-Luc Mélenchon | Député européen, candidat à l'élection présidentielle française de 2017                                                                                  | Valérie Pécresse                                                                                      | Philippe Torreton                                                                                     | 2 718 000        | 12,6 %           | [ 22 ]           |
| 11 | 9 mars 2017       | | PS | Benoît Hamon | Ancien ministre, candidat à l'élection présidentielle française de 2017                                                                                  | Laurent Wauquiez                                                                                      | Thierry Marx                                                                                          | 2 243 000        | 10,6%            | [ 23 ]           |
| 12 | 23 mars 2017      | | LR | François Fillon | Ancien Premier ministre, candidat à l'élection présidentielle française de 2017                                                                          | Aurélie Filippetti                                                                                    | Christine Angot                                                                                       | 3 306 000        | 14,9 %           | [ 24 ]           |
| 13 | 6 avril 2017      | | EM | Emmanuel Macron | Ancien ministre de l'Economie, candidat à l'élection présidentielle française de 2017                                                                    | Bruno Retailleau                                                                                      | François Ruffin                                                                                       | 3 584 000        | 16,5 %           | [ 25 ]           |
| 14 | 4 mai 2017        | Les deux France (émission spéciale sur le second tour de l'élection présidentielle française de 2017)                                                    | Les deux France (émission spéciale sur le second tour de l'élection présidentielle française de 2017)                                                    | Les deux France (émission spéciale sur le second tour de l'élection présidentielle française de 2017)                                                    | Les deux France (émission spéciale sur le second tour de l'élection présidentielle française de 2017)                                                    | Les deux France (émission spéciale sur le second tour de l'élection présidentielle française de 2017) | Les deux France (émission spéciale sur le second tour de l'élection présidentielle française de 2017) | 2 236 000        | 10,0 %           | [ 26 ]           |
| 15 | 18 mai 2017       | France : la nouvelle donne (émission spéciale sur les élections législatives françaises de 2017)                                                         | France : la nouvelle donne (émission spéciale sur les élections législatives françaises de 2017)                                                         | France : la nouvelle donne (émission spéciale sur les élections législatives françaises de 2017)                                                         | France : la nouvelle donne (émission spéciale sur les élections législatives françaises de 2017)                                                         | France : la nouvelle donne (émission spéciale sur les élections législatives françaises de 2017)      | France : la nouvelle donne (émission spéciale sur les élections législatives françaises de 2017)      | 2 091 000        | 9.6 %            | ,                |
| 15 | 18 mai 2017       | | LREM | Christophe Castaner | Secrétaire d'État chargé des Relations avec le Parlement, porte-parole du gouvernement                                                                   | | | 2 091 000        | 9.6 %            | ,                |
| 15 | 18 mai 2017       | | FI | Jean-Luc Mélenchon | Député européen, candidat aux élections législatives de 2017                                                                                             | | | 2 091 000        | 9.6 %            | ,                |
| 15 | 18 mai 2017       | | PS | Benoît Hamon | Candidat aux élections législatives de 2017 | | | 2 091 000        | 9.6 %            | ,                |
| 15 | 18 mai 2017       | | LR | Georges Fenech | Député, candidat aux élections législatives de 2017 | | | 2 091 000        | 9.6 %            | ,                |
| 15 | 18 mai 2017       | | MoDem | Jean-Louis Bourlanges | Candidat aux élections législatives de 2017 | | | 2 091 000        | 9.6 %            | ,                |
| 15 | 18 mai 2017       | | LR | Fabienne Keller | Sénatrice | | | 2 091 000        | 9.6 %            | ,                |
| 15 | 18 mai 2017       | Jean-François Copé | LR | Député sortant, non-candidat | | | | 2 091 000        | 9.6 %            | ,                |
| 15 | 18 mai 2017       | | SE | Frédéric Mitterrand | Ancien ministre de la Culture | | | 2 091 000        | 9.6 %            | ,                |
| 15 | 18 mai 2017       | | LREM | Marie Sara | Candidate aux élections législatives de 2017 | | | 2 091 000        | 9.6 %            | ,                |
| 15 | 18 mai 2017       | | FN | Gilbert Collard | Député | | | 2 091 000        | 9.6 %            | ,                |
| -  | 31 mai 2017       | Émission annulée | Émission annulée | Émission annulée | Émission annulée | Émission annulée                                                                                      | Émission annulée                                                                                      | Émission annulée | Émission annulée | Émission annulée |
| -  | 15 juin 2017      | Émission annulée | Émission annulée | Émission annulée | Émission annulée | Émission annulée                                                                                      | Émission annulée                                                                                      | Émission annulée | Émission annulée | Émission annulée |

### Saison 2
| No | Date de diffusion | Invité(e)                                                                                           | Invité(e)                                                                                           | Invité(e)                                                                                           | Invité(e)                                                                                            | Opposants           | Opposants        | Audiences       | Audiences | Réf.   |
| No | Date de diffusion | Parti                                                                                               | Parti                                                                                               | Nom                                                                                                 | Fonction                                                                                             | face-à-face         | invité inattendu | Téléspectateurs | PDM       | Réf.   |
| -- | ----------------- | --------------------------------------------------------------------------------------------------- | --------------------------------------------------------------------------------------------------- | --------------------------------------------------------------------------------------------------- | --- | ------------------- | ---------------- | --------------- | --------- | ------ |
| 1  | 28 septembre 2017 | | LR diss.                                                                                            | Édouard Philippe                                                                                    | Premier ministre                                                                                     | Jean-Luc Mélenchon  | Thierry Breton   | 3 163 000       | 14,5 %    | [ 29 ] |
| 2  | 19 octobre 2017   | | FN                                                                                                  | Marine Le Pen                                                                                       | Députée, présidente du Front national                                                                | Gérald Darmanin     | Laurence Parisot | 1 741 000       | 7,7 %     | [ 30 ] |
| 3  | 30 novembre 2017  | | FI                                                                                                  | Jean-Luc Mélenchon                                                                                  | Président du groupe La France insoumise à l'Assemblée nationale                                      | Christophe Castaner | Philippe Val     | 2 057 000       | 9,1 %     | [ 31 ] |
| 4  | 25 janvier 2018   | | LR                                                                                                  | Laurent Wauquiez                                                                                    | Président du conseil régional d'Auvergne-Rhône-Alpes, président des Républicains                     | Benjamin Griveaux   | Alain Minc       | 1 491 000       | 6,8 %     | [ 32 ] |
| 5  | 15 février 2018   | | LREM                                                                                                | Jean-Michel Blanquer                                                                                | Ministre de l'Éducation nationale                                                                    | Alexis Corbière     | Jack Lang        | 1 540 000       | 7,2 %     | [ 33 ] |
| 6  | 15 mars 2018      | Gérald Darmanin                                                                                     | LREM                                                                                                | Ministre de l'Action et des Comptes publics                                                         | Olivier Besancenot                                                                                   | Jean-Marie Le Pen   | 1 420 000        | 6,3 %           | [ 34 ]    |        |
| 7  | 17 mai 2018       | Macron : an 1, le verdict (émission spéciale sur la première année de présidence d'Emmanuel Macron) | Macron : an 1, le verdict (émission spéciale sur la première année de présidence d'Emmanuel Macron) | Macron : an 1, le verdict (émission spéciale sur la première année de présidence d'Emmanuel Macron) | Macron : an 1, le verdict (émission spéciale sur la première année de présidence d'Emmanuel Macron)  |                     |                  | 1 831 000       | 8,3 %     | [ 35 ] |
| 7  | 17 mai 2018       | | LREM                                                                                                | Christophe Castaner                                                                                 | Délégué général de La République en marche, secrétaire d'État chargé des Relations avec le Parlement |                     | Patrick Pelloux  | 1 831 000       | 8,3 %     | [ 35 ] |
| 7  | 17 mai 2018       | | FN                                                                                                  | Marine Le Pen                                                                                       | Députée, présidente du Front national                                                                |                     | Boris Cyrulnik   | 1 831 000       | 8,3 %     | [ 35 ] |
| 7  | 17 mai 2018       | | FI                                                                                                  | Jean-Luc Mélenchon                                                                                  | Président du groupe La France insoumise à l'Assemblée nationale                                      |                     | Raphaël Enthoven | 1 831 000       | 8,3 %     | [ 35 ] |
| 7  | 17 mai 2018       | | LR                                                                                                  | Laurent Wauquiez                                                                                    | Président du conseil régional d'Auvergne-Rhône-Alpes, président des Républicains                     |                     | Philippe Tesson  | 1 831 000       | 8,3 %     | [ 35 ] |
| 7  | 17 mai 2018       | | PS                                                                                                  | Olivier Faure                                                                                       | Député, premier secrétaire du Parti socialiste                                                       |                     | Romain Goupil    | 1 831 000       | 8,3 %     | [ 35 ] |

### Saison 3
| No | Date de diffusion | Invité(e) | Invité(e) | Invité(e) | Invité(e) | opposant         | opposant         | Audiences       | Audiences | Réf.   |
| No | Date de diffusion | Parti | Parti | Nom | Fonction | face à face      | invité inattendu | Téléspectateurs | PDM       | Réf.   |
| -- | ----------------- | --- | --- | --- | --- | ---------------- | ---------------- | --------------- | --------- | ------ |
| 1  | 27 septembre 2018 | | DVD | Édouard Philippe | Premier ministre | Laurent Wauquiez | Aucun            | 2 076 000       | 11 %      | ,      |
| 2  | 22 novembre 2018  | | DVE | Nicolas Hulot | Ancien ministre de l'Ecologie |                  |                  | 3 220 000       | 14,9%     | [ 38 ] |
| 3  | 24 janvier 2019   | Quand la France se parle (émission spéciale autour de l'actualité politique et sociétale des derniers mois, liée au mouvement des Gilets jaunes)                            | Quand la France se parle (émission spéciale autour de l'actualité politique et sociétale des derniers mois, liée au mouvement des Gilets jaunes)                            | Quand la France se parle (émission spéciale autour de l'actualité politique et sociétale des derniers mois, liée au mouvement des Gilets jaunes)                            | Quand la France se parle (émission spéciale autour de l'actualité politique et sociétale des derniers mois, liée au mouvement des Gilets jaunes)                            |                  |                  | 2 020 000       | 11,4 %    | ,      |
| 3  | 24 janvier 2019   | | LREM | Jean-Michel Blanquer | Ministre de l'Éducation nationale et de la Jeunesse |                  |                  | 2 020 000       | 11,4 %    | ,      |
| 3  | 24 janvier 2019   | Marlène Schiappa | LREM | Secrétaire d'État à l'Égalité entre les femmes et les hommes et à la lutte contre les discriminations                                                                       | |                  |                  | 2 020 000       | 11,4 %    | ,      |
| 3  | 24 janvier 2019   | | RN | Jordan Bardella | Conseiller régional d'Île-de-France, porte-parole du Rassemblement national                                                                                                 |                  |                  | 2 020 000       | 11,4 %    | ,      |
| 3  | 24 janvier 2019   | | LR | Rachida Dati | Députée européenne, maire du 7e arrondissement de Paris |                  |                  | 2 020 000       | 11,4 %    | ,      |
| 3  | 24 janvier 2019   | Gaël Perdriau | LR | Maire de Saint-Étienne | |                  |                  | 2 020 000       | 11,4 %    | ,      |
| 3  | 24 janvier 2019   | | PS | Anne Hidalgo | Maire de Paris |                  |                  | 2 020 000       | 11,4 %    | ,      |
| 3  | 24 janvier 2019   | | G.s | Benoît Hamon | Conseiller régional d'Île-de-France, fondateur du parti Génération.s |                  |                  | 2 020 000       | 11,4 %    | ,      |
| 3  | 24 janvier 2019   | | DVG | Dominique Chauvel | Maire de Saint-Valery-en-Caux |                  |                  | 2 020 000       | 11,4 %    | ,      |
| 3  | 24 janvier 2019   | | EELV | Éric Piolle | Maire de Grenoble |                  |                  | 2 020 000       | 11,4 %    | ,      |
| 3  | 24 janvier 2019   | | FI-E! | Clémentine Autain | Députée |                  |                  | 2 020 000       | 11,4 %    | ,      |
| 3  | 24 janvier 2019   | | EELV | Cécile Duflot | Présidente d'Oxfam France |                  |                  | 2 020 000       | 11,4 %    | ,      |
| 3  | 24 janvier 2019   | Non encarté | Non encarté | Ingrid Levavasseur | Tête de liste annoncée aux européennes du « Ralliement d'initiative citoyenne », militante Gilet jaune                                                                      |                  |                  | 2 020 000       | 11,4 %    | ,      |
| 3  | 24 janvier 2019   | Non encarté | Non encarté | Laurent Berger | Secrétaire général de la Confédération française démocratique du travail |                  |                  | 2 020 000       | 11,4 %    | ,      |
| 3  | 24 janvier 2019   | Non encarté | Non encarté | Philippe Martinez | Secrétaire général de la Confédération générale du travail |                  |                  | 2 020 000       | 11,4 %    | ,      |
| 3  | 24 janvier 2019   | Non encarté | Non encarté | Patrick Pelloux | Président de l'Association des médecins urgentistes de France |                  |                  | 2 020 000       | 11,4 %    | ,      |
| 3  | 24 janvier 2019   | Non encarté | Non encarté | Christophe Robert | Délégué général de la Fondation Abbé Pierre |                  |                  | 2 020 000       | 11,4 %    | ,      |
| 3  | 24 janvier 2019   | Non encarté | Non encarté | Mourad Boudjellal | Chef d'entreprise |                  |                  | 2 020 000       | 11,4 %    | ,      |
| 3  | 24 janvier 2019   | Non encarté | Non encarté | Nicolas Chabanne | Chef d'entreprise |                  |                  | 2 020 000       | 11,4 %    | ,      |
| 3  | 24 janvier 2019   | Non encarté | Non encarté | Pascal Bruckner | Écrivain |                  |                  | 2 020 000       | 11,4 %    | ,      |
| 3  | 24 janvier 2019   | Non encarté | Non encarté | Gaspard Koenig | Essayiste |                  |                  | 2 020 000       | 11,4 %    | ,      |
| 3  | 24 janvier 2019   | Non encarté | Non encarté | Frédéric Lenoir | Sociologue, philosophe |                  |                  | 2 020 000       | 11,4 %    | ,      |
| 3  | 24 janvier 2019   | Non encarté | Non encarté | Rokhaya Diallo | Journaliste |                  |                  | 2 020 000       | 11,4 %    | ,      |
| 3  | 24 janvier 2019   | Non encarté | Non encarté | Romain Goupil | Réalisateur |                  |                  | 2 020 000       | 11,4 %    | ,      |
| 3  | 24 janvier 2019   | Non encarté | Non encarté | Evelyne Liberal | Militante Gilet jaune |                  |                  | 2 020 000       | 11,4 %    | ,      |
| 4  | 14 mars 2019      | | RN | Marine Le Pen | Députée, présidente du Rassemblement national |                  | Hugo Travers     | 1 650 000       | 8,6 %     | [ 41 ] |
| 5  | 4 avril 2019      | Européennes 2019 (émission spéciale de débat sur les élections européennes de 2019 réunissant plusieurs têtes de liste)                                                     | Européennes 2019 (émission spéciale de débat sur les élections européennes de 2019 réunissant plusieurs têtes de liste)                                                     | Européennes 2019 (émission spéciale de débat sur les élections européennes de 2019 réunissant plusieurs têtes de liste)                                                     | Européennes 2019 (émission spéciale de débat sur les élections européennes de 2019 réunissant plusieurs têtes de liste)                                                     |                  |                  | 1 620 000       | 9,8 %     | ,      |
| 5  | 4 avril 2019      | | UPR | François Asselineau | Président de l'Union populaire républicaine |                  |                  | 1 620 000       | 9,8 %     | ,      |
| 5  | 4 avril 2019      | | FI | Manon Aubry | Ancienne porte-parole de Oxfam France |                  |                  | 1 620 000       | 9,8 %     | ,      |
| 5  | 4 avril 2019      | | RN | Jordan Bardella | Conseil régional d'Île-de-France |                  |                  | 1 620 000       | 9,8 %     | ,      |
| 5  | 4 avril 2019      | | LR | François-Xavier Bellamy | Adjoint au maire de Versailles |                  |                  | 1 620 000       | 9,8 %     | ,      |
| 5  | 4 avril 2019      | | PCF | Ian Brossat | Adjoint au maire de Paris |                  |                  | 1 620 000       | 9,8 %     | ,      |
| 5  | 4 avril 2019      | | DLF | Nicolas Dupont-Aignan | Député |                  |                  | 1 620 000       | 9,8 %     | ,      |
| 5  | 4 avril 2019      | | PP | Raphaël Glucksmann | Cofondateur de Place publique |                  |                  | 1 620 000       | 9,8 %     | ,      |
| 5  | 4 avril 2019      | | G·s | Benoît Hamon | conseiller régional d'Île-de-France, fondateur de Génération.s |                  |                  | 1 620 000       | 9,8 %     | ,      |
| 5  | 4 avril 2019      | | EELV | Yannick Jadot | Député européen |                  |                  | 1 620 000       | 9,8 %     | ,      |
| 5  | 4 avril 2019      | | UDI | Jean-Christophe Lagarde | Député |                  |                  | 1 620 000       | 9,8 %     | ,      |
| 5  | 4 avril 2019      | | REM | Nathalie Loiseau | Ancienne ministre |                  |                  | 1 620 000       | 9,8 %     | ,      |
| 5  | 4 avril 2019      | | LP | Florian Philippot | Député européen, président des Patriotes |                  |                  | 1 620 000       | 9,8 %     | ,      |
| 6  | 22 mai 2019       | Européennes : le débat décisif (émission spéciale de débat sur les élections européennes de 2019 réunissant plusieurs têtes de liste et représentants des partis candidats) | Européennes : le débat décisif (émission spéciale de débat sur les élections européennes de 2019 réunissant plusieurs têtes de liste et représentants des partis candidats) | Européennes : le débat décisif (émission spéciale de débat sur les élections européennes de 2019 réunissant plusieurs têtes de liste et représentants des partis candidats) | Européennes : le débat décisif (émission spéciale de débat sur les élections européennes de 2019 réunissant plusieurs têtes de liste et représentants des partis candidats) |                  |                  | 1 450 000       | 9,5 %     | ,      |
| 6  | 22 mai 2019       | Premier plateau | | | |                  |                  | 1 450 000       | 9,5 %     | ,      |
| 6  | 22 mai 2019       | | FI | Manon Aubry | Ancienne porte-parole de Oxfam France |                  |                  | 1 450 000       | 9,5 %     | ,      |
| 6  | 22 mai 2019       | | MoDem | François Bayrou | Président du Mouvement démocrate |                  |                  | 1 450 000       | 9,5 %     | ,      |
| 6  | 22 mai 2019       | | PP | Raphaël Glucksmann | Cofondateur de Place publique |                  |                  | 1 450 000       | 9,5 %     | ,      |
| 6  | 22 mai 2019       | | EÉLV | Yannick Jadot | Député européen |                  |                  | 1 450 000       | 9,5 %     | ,      |
| 6  | 22 mai 2019       | | RN | Marine Le Pen | Présidente du Rassemblement national |                  |                  | 1 450 000       | 9,5 %     | ,      |
| 6  | 22 mai 2019       | | LR | Laurent Wauquiez | Président des Républicains |                  |                  | 1 450 000       | 9,5 %     | ,      |
| 6  | 22 mai 2019       | Deuxième plateau | | | |                  |                  | 1 450 000       | 9,5 %     | ,      |
| 6  | 22 mai 2019       | | LO | Nathalie Arthaud | Porte-parole de Lutte ouvrière |                  |                  | 1 450 000       | 9,5 %     | ,      |
| 6  | 22 mai 2019       | | UPR | François Asselineau | Président de l'Union populaire républicaine |                  |                  | 1 450 000       | 9,5 %     | ,      |
| 6  | 22 mai 2019       | | G.s | Guillaume Balas | Co-cordinateur de Génération.s |                  |                  | 1 450 000       | 9,5 %     | ,      |
| 6  | 22 mai 2019       | | UE | Dominique Bourg | Philosophe |                  |                  | 1 450 000       | 9,5 %     | ,      |
| 6  | 22 mai 2019       | | PCF | Ian Brossat | Adjoint au maire de Paris |                  |                  | 1 450 000       | 9,5 %     | ,      |
| 6  | 22 mai 2019       | | DLF | Nicolas Dupont-Aignan | Président de Debout la France |                  |                  | 1 450 000       | 9,5 %     | ,      |
| 6  | 22 mai 2019       | | AJ | Francis Lalanne | Chanteur |                  |                  | 1 450 000       | 9,5 %     | ,      |
| 6  | 22 mai 2019       | | UDI | Jean-Christophe Lagarde | Président de l'Union des démocrates et indépendants |                  |                  | 1 450 000       | 9,5 %     | ,      |
| 6  | 22 mai 2019       | | LP | Florian Philippot | Président des Patriotes |                  |                  | 1 450 000       | 9,5 %     | ,      |

## Formats courts

### L'Entretien politique

Logo officiel de L'Entretien politique.

L'Entretien politique est une version raccourcie de L'Émission politique, diffusée à l'issue du JT de 20h, où un invité politique est confronté aux questions de David Pujadas et de Léa Salamé pendant environ 30 minutes.
Le 31 mars et le 1er avril 2017, c'est Leïla Kaddour-Boudadi qui présente l'entretien. Les 7 et 8 avril, c'est Laurent Delahousse.
| Numéro                                               | Date de diffusion                                    | Parti                                                | Parti                                                | Invité(e)                                            | Fonction ou mandat                                   | Téléspectateurs                                      | PDM                                                  | Réf                                                  |
| Primaire française de la droite et du centre de 2016 | Primaire française de la droite et du centre de 2016 | Primaire française de la droite et du centre de 2016 | Primaire française de la droite et du centre de 2016 | Primaire française de la droite et du centre de 2016 | Primaire française de la droite et du centre de 2016 | Primaire française de la droite et du centre de 2016 | Primaire française de la droite et du centre de 2016 | Primaire française de la droite et du centre de 2016 |
| ---------------------------------------------------- | ---------------------------------------------------- | ---------------------------------------------------- | ---------------------------------------------------- | ---------------------------------------------------- | ---------------------------------------------------- | ---------------------------------------------------- | ---------------------------------------------------- | ---------------------------------------------------- |
| 1                                                    | 17 octobre 2016                                      |                                                      | LR                                                   | Jean-François Copé                                   | Ancien porte parole du Gouvernement                  | 3 430 000                                            | 13,3 %                                               | [ 46 ]                                               |
| 2                                                    | 14 novembre 2016                                     | Nathalie Kosciusko-Morizet                           | LR                                                   | Ancienne ministre de l'Ecologie et des Transports    | -                                                    | -                                                    | -                                                    |                                                      |
| Primaire citoyenne de 2017                           |                                                      |                                                      |                                                      |                                                      |                                                      |                                                      |                                                      |                                                      |
| 3                                                    | 3 janvier 2017                                       |                                                      | PS                                                   | Vincent Peillon                                      | Ancien ministre de l'Education                       | 3 200 000                                            | 12,2 %                                               | [ 47 ]                                               |
| Élection présidentielle française de 2017            |                                                      |                                                      |                                                      |                                                      |                                                      |                                                      |                                                      |                                                      |
| 4                                                    | 15 mars 2017                                         |                                                      | DLF                                                  | Nicolas Dupont-Aignan                                | Député                                               | -                                                    | -                                                    | -                                                    |
| 5                                                    | 28 mars 2017                                         |                                                      | FN                                                   | Marine Le Pen                                        | Députée européenne                                   | 3 960 000                                            | 16 %                                                 | [ 48 ]                                               |
| 6                                                    | 29 mars 2017                                         |                                                      | LO                                                   | Nathalie Arthaud                                     | Porte-parole de Lutte ouvrière                       | -                                                    | -                                                    | -                                                    |
| 7                                                    | 30 mars 2017                                         |                                                      | UPR                                                  | François Asselineau                                  | Président de l'Union populaire républicaine          | -                                                    | -                                                    | -                                                    |
| 8                                                    | 31 mars 2017                                         |                                                      | NPA                                                  | Philippe Poutou                                      | Ouvrier syndicaliste                                 | -                                                    | -                                                    | -                                                    |
| 9                                                    | 1er avril 2017                                       |                                                      | SP                                                   | Jacques Cheminade                                    | Président de Solidarité et progrès                   | -                                                    | -                                                    | -                                                    |
| 10                                                   | 3 avril 2017                                         |                                                      | PS                                                   | Benoît Hamon                                         | Ancien ministre                                      | -                                                    | -                                                    | -                                                    |
| 11                                                   | 7 avril 2017                                         |                                                      | FI                                                   | Jean-Luc Mélenchon                                   | Député européen                                      | -                                                    | -                                                    | -                                                    |
| 12                                                   | 8 avril 2017                                         |                                                      | RES                                                  | Jean Lassalle                                        | Député, maire de Lourdios-Ichère                     | -                                                    | -                                                    | -                                                    |

### L'Entretien décisif
L'Entretien décisif est un module d'un quart d'heure mis en place lors de la dernière semaine de campagne avant le second tour de l'élection présidentielle de 2017, où les deux candidats finalistes, tour à tour, répondent aux questions de David Pujadas et François Lenglet.
| Numéro | Date de diffusion | Parti | Parti | Invité(e)       | Fonction                      | Téléspectateurs | PDM    | Réf    |
| ------ | ----------------- | ----- | ----- | --------------- | ----------------------------- | --------------- | ------ | ------ |
| 1      | 1er mai 2017      |       | FN    | Marine Le Pen   | Députée européenne            | 4 700 000       | 17,7 % | [ 49 ] |
| 2      | 4 mai 2017        |       | EM    | Emmanuel Macron | Ancien ministre de l'Economie | 2 770 000       | 10,8 % | [ 50 ] |

Légende :
- Les plus hauts chiffres d'audience
- Les plus bas chiffres d'audience